# Figli di Ilúvatar
I Figli di Ilúvatar (Children of Ilúvatar) nell'universo immaginario fantasy creato dallo scrittore inglese J.R.R. Tolkien, sono gli Elfi e gli Uomini. I Nani non sono inclusi in questa categoria, perché furono creati da Aulë (sono quindi considerati figli adottivi di Ilúvatar, ma hanno lo stesso fato degli Uomini). La storia della creazione dei Figli di Ilúvatar è narrata nel Quenta Silmarillion, e spiega come gli Elfi e Uomini furono direttamente creati da Eru Ilúvatar, senza delegazioni agli Ainur.
Gli Elfi sono anche chiamati i Quendi ("coloro che parlano", in Quenya) e Minnónar ("Priminati"). Sono inoltre divisi in molti gruppi, spesso distinguibili dai loro rispettivi linguaggi.
Gli Uomini sono anche chiamati gli Apanónar ("I Nati Dopo"), Fírimar ("Mortali"), Engwar ("i Malaticci"), e i Successivi. Questi nomi piuttosto denigratori furono dati agli Uomini dagli Elfi, che furono i principali storici dei primi eventi della Terra di Mezzo.
Il perché di questi nomi è semplice. Gli Elfi furono i primi dei Figli di Ilúvatar ad apparire nella Terra di Mezzo, mentre gli Uomini non sarebbero seguiti che agli albori della Prima Era, con la creazione del Sole e della Luna, molte migliaia di anni dopo.
Animali e piante furono probabilmente modellati dagli Ainur su temi prodotti da Eru durante la Musica degli Ainur. In casi in cui gli animali esibiscono coscienza, come nel caso di Huan, ciò è discutibile — potrebbero invece essere in verità Maiar.